# Yolombó
Yolombó – miasto w Kolumbii, w departamencie Antioquia.